# Егинг ам Зе
Егинг ам Зе (њем. Eging am See) град је у њемачкој савезној држави Баварска. Једно је од 38 општинских средишта округа Пасау. Према процјени из 2010. у граду је живјело 3.924 становника. Посједује регионалну шифру (AGS) 9275120.

## Географски и демографски подаци
Егинг ам Зе се налази у савезној држави Баварска у округу Пасау. Град се налази на надморској висини од 419 метара. Површина општине износи 23,7 km². У самом граду је, према процјени из 2010. године, живјело 3.924 становника. Просјечна густина становништва износи 166 становника/km².